# Entedon coquillettii
Entedon coquillettii is een vliesvleugelig insect uit de familie Eulophidae. De wetenschappelijke naam is voor het eerst geldig gepubliceerd in 1889 door Riley.